# Иван Иванов (политик, р. 1965)
Вижте пояснителната страница за други личности с името Иван Иванов.
Иван Димов Иванов е български бизнесмен и политик. Народен представител в XLIV народно събрание (БСП).

## Биография

### Политическа кариера
На Местните избори през 2015 г. Иван Иванов е избран за общински съветник във Варна от коалиция „Варна“. Впоследствие коалицията се разпада и той остава независим.
На Парламентарните избори през 2017 г. Иванов е кандидат за народен представител под №22 в листата на БСП за 3 МИР Варна, като представител на коалиционния партньор на социалистите „Екогласност“. Получава рекорден за избирателния район преференциален вот от 4394 гласа и е избран за депутат в XLIV народно събрание.
В началото на декември 2020 г. беше изключен от БСП. Причината за това е съучастие в побой над Валентин Вълчев – председател на Общинския съвет на БСП в Долни Чифлик.
През февруари 2021 г. се кандидатира на предстоящите парламентарни избори през април от гражданската квота на ВМРО – БНД за 3 МИР Варна, втори в листата.